# ラ・ラ・ランド (サウンドトラック)
『ラ・ラ・ランド - オリジナル・サウンドトラック』（英: La La Land: Original Motion Picture Soundtrack）は、2016年公開の映画『ラ・ラ・ランド』のサウンドトラック・アルバムである。インタースコープ・レコードから2016年12月9日に発売され、アメリカ合衆国のBillboard 200では最高順位2位に上り詰めたほか、全英アルバムチャートでは1位を獲得した。日本ではユニバーサルミュージックから2017年2月17日に発売された。
映画のヒットを受けて、スコア盤・配信限定のコンプリート版も発売されている。本項ではアルバムの収録曲についても取り扱う。

## 制作
『ラ・ラ・ランド』の歌や映画音楽は、デイミアン・チャゼル監督のハーバード大学時代の同級生、ジャスティン・ハーウィッツが作曲・オーケストレーションを担当した。ハーウィッツは、先行するチャゼルの監督2作品の音楽も担当している。作詞はパセク&ポールが担当したが、"Start a Fire" はジョン・スティーヴンス（ジョン・レジェンド）、ハーウィッツ、マリウス・デ・ヴリース、アンジェリーク・シネル（英: Angélique Cinélu）の共作で作られた。

## 収録曲
曲は映画での使用順に収録されている。通常版には全15曲、スコア盤には全30曲が収録され、コンプリート版には『テイク・オン・ミー』などを加えた44曲が収録された。日本でのスコア盤リリースは2017年3月15日、コンプリート版の配信開始は同年2月24日。またコンプリート版は映画本編のディスク発売に合わせてCDでも発売されたほか、2017年9月にはアナログ盤LPレコードとしても発売された。
コンプリート版に収録されているセロニアス・モンクの "Japanese Folk Song" は、滝廉太郎の『荒城の月』をアレンジしたもので、元々モンクによる1966年のアルバム "Straight, No Chaser" (en) に収録されたものである。またコンプリート版には、劇中セブが弾く曲として使われた『テイク・オン・ミー』（オリジナル：a-ha）、『アイ・ラン』（オリジナル：フロック・オブ・シーガルズ）の他、クリスマス・ソング2曲（『ひいらぎかざろう』・『きよしこの夜』）も追加収録されている。その他の収録曲は、ハーウィッツが映画のために書き下ろしたオリジナル曲である。

### 通常版収録曲
以下は発表済の脚本からの参照を含む。
1. Another Day of Sun
2. Someone in the Crowd
「冬」の部、ミア（演：エマ・ストーン）をパーティに誘うルームメイトのトレイシー（演：キャリー・ヘルナンデス）・アレクシス（演：ジェシカ・ローズ）・ケイトリン（演：ソノヤ・ミズノ）が歌う曲。その後4人でのダンスシーンやパーティシーンを挟み、パーティで思うような結果が出せなかったミアは失望を歌う。
3. Mia & Sebastian's Theme
「冬」の部、セブ（演：ライアン・ゴズリング）がバーで弾いているフリージャズの曲で、パーティ帰りのミアはこの曲に惹かれて店内へ足を踏み入れる。
4. A Lovely Night
「春」の部、セブとミアのふたりがグリフィス・パークの坂で共に踊る曲で、エマ・ストーンはこの曲をお気に入りに挙げている。マジックアワーに、恋が始まりそうなふたりならどんなにロマンチックか語り合う曲で、歌詞と裏腹にふたりは反目し合ったままである。
5. Herman's Habit
「春」の部、ジャズが嫌いと話したミアにジャズを教えるため、セブが連れて行ったバーで演奏されている曲。
6. City of Stars
「春」の部、セブが埠頭 (Hermosa Beach pier) でひとり歌う曲。その後「夏」の部でミアと共にデュエットする曲としても使われ、アルバム9曲目として再収録されている。
作曲者のハーウィッツは、曲について次のように語っている。
「ただ感動的な場所から曲を作り、音について考えただけなんだ。この曲は希望に満ちあふれていて、同時にもの悲しい。そして長調と短調を行き来するような作品だけど、これは自分が歌とは何か考えるものを反映しているんだ。物語の中で観る一瞬一瞬は、人生やロサンゼルスで目の当たりにする瞬間よりも素晴らしい。こういうことを少し考えて、均整の取れた美しいメロディを作ろうと試みた。多分少しジャズの影響があると思うけれど、これはセバスチャンがピアノで弾くような音楽なんだ」
7. Planetarium
「春」の部、グリフィス天文台に忍び込んだふたりが踊るワルツ曲。"Mia & Sebastian's Theme" がモチーフとして再利用されている。
8. Summer Montage / Madeline
「夏」の部、セブとミアのデートシーンの裏で流れ、その後ジャズバーでのセッションシーンに繋がる。
9. City of Stars (feat. Ryan Gosling and Emma Stone)
「夏」の部、同棲するセブとミアが自宅アパートでデュエットするもの。
10. Start a Fire
セブが学友のキース（演：ジョン・レジェンド）に誘われて加入したコンボ「メッセンジャーズ」の曲。
11. Engagement Party
「秋」の部、婚約パーティのピアニストを務めるセブが弾く曲。2曲目に収録された "Someone in the Crowd" がスロー・アレンジされて使用されている。
12. Audition (The Fools Who Dream)
「秋」の部で、一人芝居が配役担当者の目にとまったミアが、オーディションでおばの話を引きつつ、夢追い人の素晴らしさについて語る曲。
作曲者のハーウィッツは、曲について次のように語っている。
「多分映画の中で1番のお気に入りだ。作曲の上でもこの曲は1番誇れる。曲は僕に対して叙情的に、自分はロサンゼルスにいるかなり創造的な人物だと話しかけてくるんだ。[中略]そしてこの曲は、本当に純粋なところから現れた。他の曲では、曲へ繋がる議論を沢山行った。デモを作って行ったり来たり、そしてインスピレーションを得た作品をだらしなく聞いたりした。でも、『オーディション』の時は、全く何も聞かなかったんだ。何かに似せようとして作ったこともない。ただピアノに向かって作曲したので、とても純粋なところから曲がやってきたと感じるし、感情の空間からこの曲を作ったとも感じる」
13. Epilogue
エピローグでセブとミアのアナザーストーリー部分に使用される曲。冒頭部分にはセブの弾く "Mia & Sebastian's Theme" が挿入されている。
14. The End
映画最終シーンでエンドカードが提示されるシーンの曲。
15. City of Stars (Humming) (featuring Emma Stone)
エンドクレジット使用曲。

### トラック・リスト
| 全作詞: ベンジ・パセク&ジャスティン・ポール、全作曲: ジャスティン・ハーウィッツ。"Start a Fire" 作曲：ジョン・スティーヴンス、ジャスティン・ハーウィッツ、マリウス・デ・ヴリース、アンジェリーク・シネル |                                                   |                                     |                            |                                                               |      |
| # | タイトル                                          | 作詞                                | 作曲・編曲                 | アーティスト                                                  | 時間 |
| 1. | 「Another Day of Sun (en) 」                      | ベンジ・パセク&ジャスティン・ポール | ジャスティン・ハーウィッツ | La La Land Cast                                               | 3:48 |
| 2. | 「Someone in the Crowd」                          | ベンジ・パセク&ジャスティン・ポール | ジャスティン・ハーウィッツ | Emma Stone, Callie Hernandez, Sonoya Mizuno and Jessica Rothe | 4:20 |
| 3. | 「Mia & Sebastian's Theme」                       | ベンジ・パセク&ジャスティン・ポール | ジャスティン・ハーウィッツ | Justin Hurwitz                                                | 1:38 |
| 4. | 「A Lovely Night」                                | ベンジ・パセク&ジャスティン・ポール | ジャスティン・ハーウィッツ | Ryan Gosling and Emma Stone                                   | 3:57 |
| 5. | 「Herman's Habit」                                | ベンジ・パセク&ジャスティン・ポール | ジャスティン・ハーウィッツ | Justin Hurwitz                                                | 1:52 |
| 6. | 「City of Stars (en) 」                           | ベンジ・パセク&ジャスティン・ポール | ジャスティン・ハーウィッツ | Ryan Gosling                                                  | 1:51 |
| 7. | 「Planetarium」                                   | ベンジ・パセク&ジャスティン・ポール | ジャスティン・ハーウィッツ | Justin Hurwitz                                                | 4:17 |
| 8. | 「Summer Montage / Madeline」                     | ベンジ・パセク&ジャスティン・ポール | ジャスティン・ハーウィッツ | Justin Hurwitz                                                | 2:05 |
| 9. | 「City of Stars」                                 | ベンジ・パセク&ジャスティン・ポール | ジャスティン・ハーウィッツ | Ryan Gosling and Emma Stone                                   | 2:30 |
| 10. | 「Start a Fire」                                  | ベンジ・パセク&ジャスティン・ポール | ジャスティン・ハーウィッツ | John Legend                                                   | 3:12 |
| 11. | 「Engagement Party」                              | ベンジ・パセク&ジャスティン・ポール | ジャスティン・ハーウィッツ | Justin Hurwitz                                                | 1:27 |
| 12. | 「Audition (The Fools Who Dream) (en) 」          | ベンジ・パセク&ジャスティン・ポール | ジャスティン・ハーウィッツ | Emma Stone                                                    | 3:48 |
| 13. | 「Epilogue」                                      | ベンジ・パセク&ジャスティン・ポール | ジャスティン・ハーウィッツ | Justin Hurwitz                                                | 7:39 |
| 14. | 「The End」                                       | ベンジ・パセク&ジャスティン・ポール | ジャスティン・ハーウィッツ | Justin Hurwitz                                                | 0:46 |
| 15. | 「City of Stars (Humming)」(featuring Emma Stone) | ベンジ・パセク&ジャスティン・ポール | ジャスティン・ハーウィッツ | Justin Hurwitz                                                | 2:43 |
| 合計時間: | 合計時間:                                         | 合計時間:                           | 45:53                      |                                                               |      |

| #         | タイトル                                                                         | 作詞      | 作曲・編曲 | アーティスト   | 時間 |
| --------- | -------------------------------------------------------------------------------- | --------- | ---------- | -------------- | ---- |
| 1.        | 「Mia Gets Home」                                                                |           |            | Justin Hurwitz | 0:27 |
| 2.        | 「Bathroom Mirror / You're Coming Right?」                                       |           |            | Justin Hurwitz | 1:23 |
| 3.        | 「Classic Rope-a-Dope」                                                          |           |            | Justin Hurwitz | 0:45 |
| 4.        | 「Mia & Sebastian's Theme」                                                      |           |            | Justin Hurwitz | 1:37 |
| 5.        | 「Stroll up the Hill」                                                           |           |            | Justin Hurwitz | 0:49 |
| 6.        | 「There the Whole Time / Twirl」                                                 |           |            | Justin Hurwitz | 0:44 |
| 7.        | 「Bogart & Bergman」                                                             |           |            | Justin Hurwitz | 2:11 |
| 8.        | 「Mia Hates Jazz」                                                               |           |            | Justin Hurwitz | 1:10 |
| 9.        | 「Herman's Habit」                                                               |           |            | Justin Hurwitz | 1:52 |
| 10.       | 「Rialto at Ten」                                                                |           |            | Justin Hurwitz | 1:38 |
| 11.       | 「Rialto」                                                                       |           |            | Justin Hurwitz | 0:28 |
| 12.       | 「Mia & Sebastian's Theme (Late for the Date)」                                  |           |            | Justin Hurwitz | 1:30 |
| 13.       | 「Planetarium」                                                                  |           |            | Justin Hurwitz | 4:19 |
| 14.       | 「Holy Hell」                                                                    |           |            | Justin Hurwitz | 0:42 |
| 15.       | 「Summer Montage / Madeline」                                                    |           |            | Justin Hurwitz | 2:04 |
| 16.       | 「It Pays」                                                                      |           |            | Justin Hurwitz | 2:12 |
| 17.       | 「Chicken on a Stick」                                                           |           |            | Justin Hurwitz | 1:40 |
| 18.       | 「City of Stars / May Finally Come True」(featuring Ryan Gosling and Emma Stone) |           |            | Justin Hurwitz | 4:18 |
| 19.       | 「Chinatown」                                                                    |           |            | Justin Hurwitz | 1:23 |
| 20.       | 「Surprise」                                                                     |           |            | Justin Hurwitz | 1:30 |
| 21.       | 「Boise」                                                                        |           |            | Justin Hurwitz | 1:13 |
| 22.       | 「Missed the Play」                                                              |           |            | Justin Hurwitz | 0:36 |
| 23.       | 「It's Over / Engagement Party」                                                 |           |            | Justin Hurwitz | 1:35 |
| 24.       | 「The House in Front of the Library」                                            |           |            | Justin Hurwitz | 0:31 |
| 25.       | 「You Love Jazz Now」                                                            |           |            | Justin Hurwitz | 0:51 |
| 26.       | 「Cincinnati」                                                                   |           |            | Justin Hurwitz | 2:06 |
| 27.       | 「Epilogue」                                                                     |           |            | Justin Hurwitz | 7:39 |
| 28.       | 「The End」                                                                      |           |            | Justin Hurwitz | 0:46 |
| 29.       | 「Credits」                                                                      |           |            | Justin Hurwitz | 3:40 |
| 30.       | 「Mia & Sebastian's Theme (Celesta)」                                            |           |            | Justin Hurwitz | 1:28 |
| 合計時間: | 合計時間:                                                                        | 合計時間: | 53:07      |                |      |

| #         | タイトル                                                                         | 作詞      | 作曲・編曲 | アーティスト                                                  | 時間 |
| --------- | -------------------------------------------------------------------------------- | --------- | ---------- | ------------------------------------------------------------- | ---- |
| 1.        | 「Another Day of Sun (With Radios)」                                             |           |            | La La Land Cast                                               | 4:34 |
| 2.        | 「Mia Gets Home」                                                                |           |            | Justin Hurwitz                                                | 0:24 |
| 3.        | 「Bathroom Mirror / You're Coming Right?」                                       |           |            | Justin Hurwitz                                                | 1:19 |
| 4.        | 「Someone in the Crowd」                                                         |           |            | Emma Stone, Callie Hernandez, Sonoya Mizuno and Jessica Rothe | 4:19 |
| 5.        | 「Classic Rope-a-Dope」                                                          |           |            | Justin Hurwitz                                                | 0:46 |
| 6.        | 「Japanese Folk Song (en) 」                                                     |           |            | Thelonious Monk                                               | 1:40 |
| 7.        | 「Deck the Halls」                                                               |           |            | Justin Hurwitz                                                | 0:32 |
| 8.        | 「Mia & Sebastian's Theme」                                                      |           |            | Justin Hurwitz                                                | 1:38 |
| 9.        | 「Take on Me」                                                                   |           |            | D. A. Wallach                                                 | 3:00 |
| 10.       | 「I Ran」                                                                        |           |            | D. A. Wallach                                                 | 3:37 |
| 11.       | 「Stroll up the Hill」                                                           |           |            | Justin Hurwitz                                                | 0:45 |
| 12.       | 「A Lovely Night」                                                               |           |            | Ryan Gosling and Emma Stone                                   | 4:00 |
| 13.       | 「There the Whole Time / Twirl」                                                 |           |            | Justin Hurwitz                                                | 0:44 |
| 14.       | 「Bogart & Bergman」                                                             |           |            | Justin Hurwitz                                                | 2:11 |
| 15.       | 「Mia Hates Jazz」                                                               |           |            | Justin Hurwitz                                                | 1:10 |
| 16.       | 「Herman's Habit」                                                               |           |            | Justin Hurwitz                                                | 1:51 |
| 17.       | 「Rialto at Ten」                                                                |           |            | Justin Hurwitz                                                | 1:38 |
| 18.       | 「City of Stars」                                                                |           |            | Ryan Gosling                                                  | 1:51 |
| 19.       | 「Rialto」                                                                       |           |            | Justin Hurwitz                                                | 0:28 |
| 20.       | 「Mia & Sebastian's Theme (Late for the Date)」                                  |           |            | Justin Hurwitz                                                | 1:30 |
| 21.       | 「Planetarium」                                                                  |           |            | Justin Hurwitz                                                | 4:20 |
| 22.       | 「Holy Hell!」                                                                   |           |            | Justin Hurwitz                                                | 0:42 |
| 23.       | 「Summer Montage / Madeline」                                                    |           |            | Justin Hurwitz                                                | 2:04 |
| 24.       | 「It Pays」                                                                      |           |            | Justin Hurwitz                                                | 2:12 |
| 25.       | 「Chicken on a Stick」                                                           |           |            | Justin Hurwitz                                                | 1:39 |
| 26.       | 「Messengers Rehearsal」                                                         |           |            | The Messengers                                                | 1:02 |
| 27.       | 「City of Stars / May Finally Come True」(featuring Ryan Gosling and Emma Stone) |           |            | Justin Hurwitz                                                | 4:10 |
| 28.       | 「Start a Fire」                                                                 |           |            | John Legend                                                   | 3:11 |
| 29.       | 「Chinatown」                                                                    |           |            | Justin Hurwitz                                                | 1:22 |
| 30.       | 「Surprise」                                                                     |           |            | Justin Hurwitz                                                | 1:30 |
| 31.       | 「Boise」                                                                        |           |            | Justin Hurwitz                                                | 1:14 |
| 32.       | 「Missed the Play」                                                              |           |            | Justin Hurwitz                                                | 0:37 |
| 33.       | 「It's Over / Engagement Party」                                                 |           |            | Justin Hurwitz                                                | 1:35 |
| 34.       | 「The House in Front of the Library」                                            |           |            | Justin Hurwitz                                                | 0:31 |
| 35.       | 「Audition (The Fools Who Dream)」                                               |           |            | Emma Stone                                                    | 4:12 |
| 36.       | 「You Love Jazz Now」                                                            |           |            | Justin Hurwitz                                                | 0:51 |
| 37.       | 「Cincinnati」                                                                   |           |            | Justin Hurwitz                                                | 2:06 |
| 38.       | 「Epilogue」                                                                     |           |            | Justin Hurwitz                                                | 7:41 |
| 39.       | 「The End」                                                                      |           |            | Justin Hurwitz                                                | 0:45 |
| 40.       | 「Credits」                                                                      |           |            | Justin Hurwitz                                                | 3:39 |
| 41.       | 「City of Stars (Humming)」(featuring Emma Stone)                                |           |            | Justin Hurwitz                                                | 2:40 |
| 42.       | 「Mia & Sebastian's Theme (Celesta)」                                            |           |            | Justin Hurwitz                                                | 1:26 |
| 43.       | 「Silent Night」                                                                 |           |            | Eddie Wakes                                                   | 2:47 |
| 44.       | 「Audition (The Fools Who Dream) (Studio Version)」                              |           |            | Emma Stone                                                    | 3:29 |
| 合計時間: | 合計時間:                                                                        | 合計時間: | 93:42      |                                                               |      |

## アナザー・デイ・オブ・サン
映画のオープニング・ナンバーで、ロサンゼルスの交通渋滞に巻き込まれた人々が、ハリウッドでの成功を夢見て歌い踊るアンサンブル。ハーウィッツは、成功を夢見つつも先行きは見えない歌手たちの不安について歌ったこの曲について、「楽天的な歌だが、達成できていない夢に関する歌でもある」と語っている。作詞を担当したポールは、「夢を追い、寝床に入って翌朝起きれば、素晴らしい1日になる。そうすれば一息つけるし、その一息は自分が惨めにも失敗したなんてことを認めさせようとはしない。起きた時の気分に[失敗は]似合わない。光り輝く1日になるんだ」と語っている。ハーウィッツは主にメジャー・コードを使いつつ、マイナー・コードを混ぜる速いテンポの曲として作曲し、「見た目よりももっとほろ苦い」曲に仕上げた。曲ではバックコーラスが何重にも重ねられ、95人構成のオーケストラと40人の合唱団が収録に参加した。ハーウィッツは映像に登場するアンサンブルのメンバー毎に、オーケストラの異なる楽器を当てて作曲するよう試みた。
当初の題名は "Traffic" で、後に現在の題名へ改題された。

### 撮影と振り付け

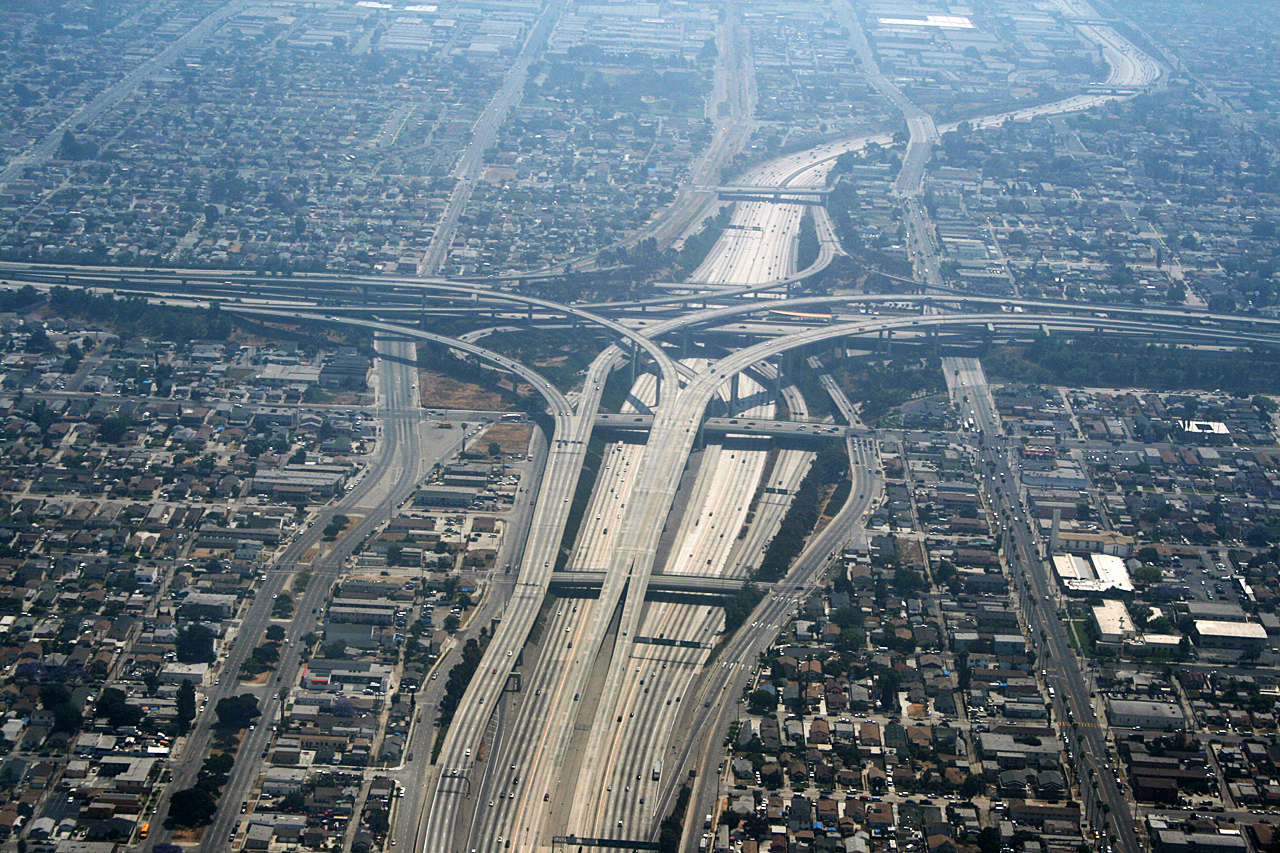
撮影が行われたジャッジ・ハリー・プレガーソン・インターチェンジ

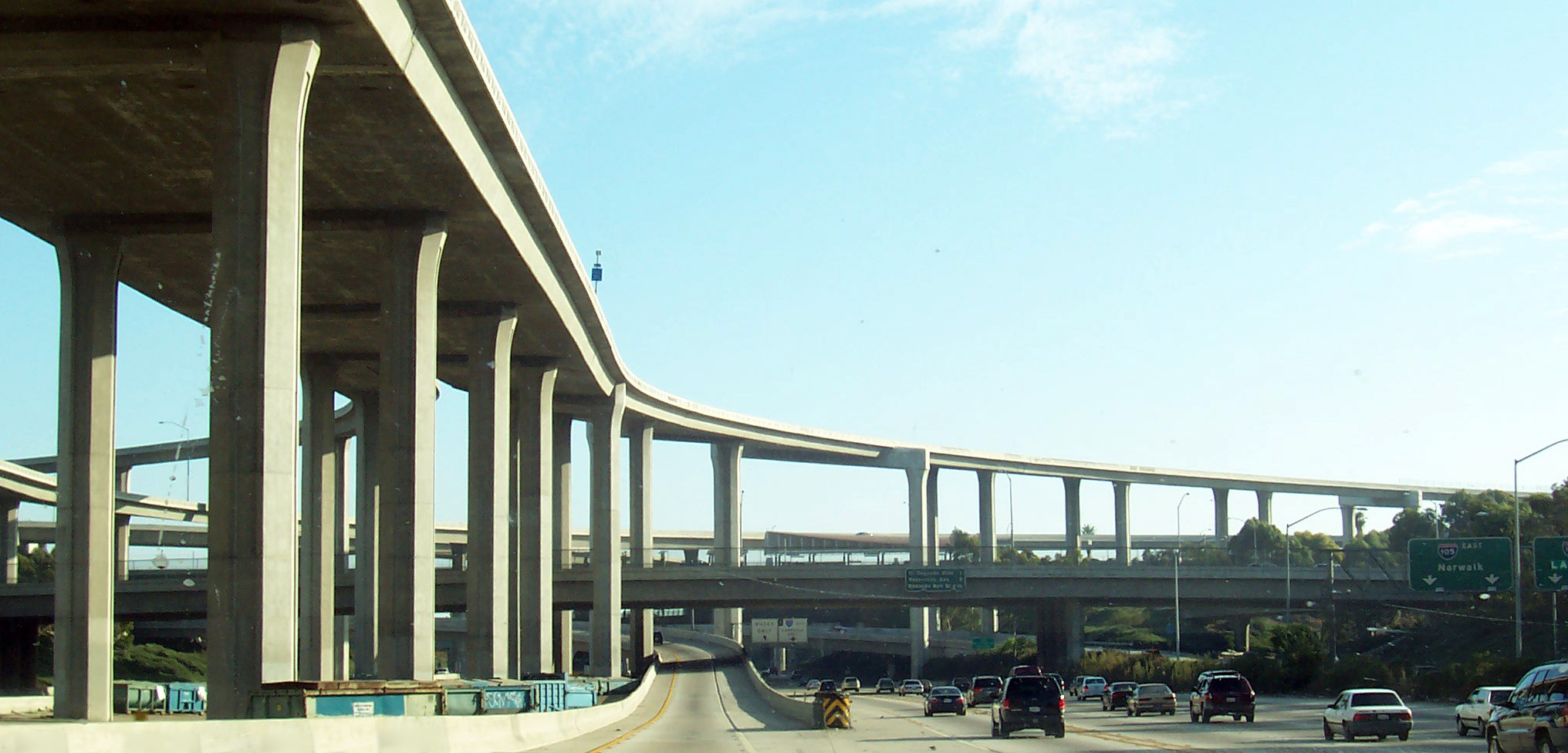
撮影に使われたランプを下から見た様子

この曲のダンス部分の撮影は、2015年8月に、摂氏37度を超える炎天下の2日間にわたって道路を借り切って行われた。本編シーンの撮影はジャッジ・ハリー・プレガーソン・インターチェンジの130フィート (40 m)あるランプで3回行われ、これを繋げて6分間の長回し1カットに編集された。貸し切りはランプの一部のみだったため、このシーンの映像には通常の車の往来も映り込んでいる。当初は地面と同じ高さのランプで撮影される予定だったが、街の巨大さを表現するため、高架での撮影に切り換えられた。デイミアン・チャゼル監督は、このシーンのロケーションを『オズの魔法使』（1939年）に登場する黄色いレンガ道になぞらえている。
振り付けを担当したマンディ・ムーアは、60台以上の車、30人のダンサー、100人のエキストラを使い、3〜4ヶ月をかけてシーン撮影の準備を行った。シーンは、誰かひとりが突然踊り出す演出を避けるため、1人のダンサーが踊り始めるところから始まり、次第に他のダンサーがこれに加わるように振り付けられた。アンサンブルには複数のスタント・パーソンも参加している。最初のリハーサルは、撮影所の駐車場でスタッフの車20台を使い、10人のダンサーが参加して行われた。
当初この曲の前には序曲が付けられる予定だったが、編集の段階でオープニングが長すぎてもたつくために中止された。編集を担当したトム・クロスは、チャゼルが「観る人がこれをミュージカルだと実感するためには、始まりでしっかりアナウンスしなければいけないと理解した」と語っており、最終拍に合わせて題名を表示することでこの曲を序曲として用いることにした。
映画のオープニングシーンでは、最初のフレーズに合わせてダンサーのレシュマ・ガジャール（英: Reshma Gajjar）が登場するが、実際にこの部分を歌うのは歌手のアンジェラ・パリッシュ（英: Angela Parrish）である（またパリッシュの登場シーンは映画に存在しない）。制作陣は「カメラの前で歌も踊りもできる」女性を求めていたが適任者が見つからず、まずダンサーのみで撮影を行い、2016年春に行われたポストプロダクション時に歌手のオーディションを行う方針に切り換えた。

## 受賞とノミネート
映画本編の賞レース善戦と同様、作曲を担当したジャスティン・ハーウィッツ、劇中歌の "Audition (The Fools Who Dream)"・"City of Stars" も多くの映画賞でノミネートを受けた。ミアが「秋」の部のオーディションで歌う "Audition (The Fools Who Dream)" は、アカデミー賞を含む7つの映画祭でノミネートを受けたほか、セブが埠頭でひとり歌い、その後ミアとデュエットする "City of Stars" は8つの映画祭でノミネートされ、その内6賞を獲得した（詳細は表参照）。
第74回ゴールデングローブ賞では、『ラ・ラ・ランド』がノミネートされた7部門全てを制し、ハーウィッツが作曲賞、"City of Stars" が主題歌賞を獲得した。
第89回アカデミー賞ではハーウィッツがアカデミー作曲賞を獲得した。また、収録曲の "City of Stars"、"Audition (The Fools Who Dream)" がアカデミー歌曲賞にノミネートされ、前者が歌曲賞を獲得した。アカデミー賞授賞式では、映画にも出演したジョン・レジェンドが、歌曲賞にノミネートされた2曲を演奏した。
| 授賞式開催日   | 賞名                                               | 部門                              | 対象                                       | 結果       | 出典                 |
| -------------- | -------------------------------------------------- | --------------------------------- | ------------------------------------------ | ---------- | -------------------- |
| 2016年11月17日 | ハリウッド・ミュージック・イン・メディア・アワード | 最優秀作曲賞（長編映画部門）      | ジャスティン・ハーウィッツ                 | ノミネート | [ 51 ] [ 52 ]        |
| 2016年11月17日 | ハリウッド・ミュージック・イン・メディア・アワード | 歌曲賞（ドラマ部門）              | "City Of Stars"                            | 受賞       | [ 51 ] [ 52 ]        |
| 2016年11月17日 | ハリウッド・ミュージック・イン・メディア・アワード | 歌曲賞（ドラマ部門）              | "Audition (The Fools Who Dream)"           | ノミネート | [ 51 ] [ 52 ]        |
| 2016年12月4日  | 第42回ロサンゼルス映画批評家協会賞                 | 音楽賞                            | ジャスティン・ハーウィッツ、 パセク&ポール | 受賞       | [ 53 ]               |
| 2016年12月11日 | 第22回クリティクス・チョイス・アワード             | 歌曲賞                            | "Audition (The Fools Who Dream)"           | ノミネート | [ 54 ]               |
| 2016年12月11日 | 第22回クリティクス・チョイス・アワード             | 歌曲賞                            | "City Of Stars"                            | 受賞       | [ 54 ]               |
| 2016年12月11日 | 第15回サンフランシスコ映画批評家協会               | 最優秀作曲賞                      | ジャスティン・ハーウィッツ                 | ノミネート | [ 55 ] [ 56 ]        |
| 2016年12月12日 | 第21回サンディエゴ映画批評家協会                   | 最優秀音楽使用賞                  | 作品本編                                   | 次点       | [ 57 ] [ 58 ]        |
| 2016年12月13日 | 第22回ダラス・フォートワース映画批評家協会賞       | 最優秀ミュージカル・スコア賞 (en) | ジャスティン・ハーウィッツ                 | 受賞       | [ 59 ]               |
| 2016年12月15日 | 第29回シカゴ映画批評家協会賞                       | 作曲賞                            | ジャスティン・ハーウィッツ                 | ノミネート | [ 60 ]               |
| 2016年12月18日 | 第13回セントルイス映画批評家協会賞                 | 音楽・スコア賞                    | ジャスティン・ハーウィッツ                 | 受賞       | [ 61 ]               |
| 2016年12月18日 | 第13回セントルイス映画批評家協会賞                 | 最優秀サウンドトラック賞          | 作品本編                                   | 次点       | [ 61 ]               |
| 2016年12月18日 | 第13回セントルイス映画批評家協会賞                 | 歌曲賞                            | "Audition (The Fools Who Dream)"           | 受賞       | [ 61 ]               |
| 2016年12月18日 | 第13回セントルイス映画批評家協会賞                 | 歌曲賞                            | "City of Stars"                            | 次点       | [ 61 ]               |
| 2016年12月19日 | インディワイア・クリティクス・ポール               | 最優秀作曲・サウンドトラック賞    | 作品本編                                   | 2位        | [ 62 ]               |
| 2017年1月6日   | 第10回ヒューストン映画批評家協会賞                 | 作曲賞                            | ジャスティン・ハーウィッツ                 | 受賞       | [ 63 ] [ 64 ] [ 65 ] |
| 2017年1月6日   | 第10回ヒューストン映画批評家協会賞                 | 主題歌賞                          | "Audition (The Fools Who Dream)"           | ノミネート | [ 63 ] [ 64 ] [ 65 ] |
| 2017年1月6日   | 第10回ヒューストン映画批評家協会賞                 | 主題歌賞                          | "City of Stars"                            | 受賞       | [ 63 ] [ 64 ] [ 65 ] |
| 2017年1月8日   | 第74回ゴールデングローブ賞                         | 作曲賞                            | ジャスティン・ハーウィッツ                 | 受賞       | [ 66 ]               |
| 2017年1月8日   | 第74回ゴールデングローブ賞                         | 主題歌賞                          | "City of Stars"                            | 受賞       | [ 66 ]               |
| 2017年1月16日  | デンバー映画批評家協会賞                           | 作曲賞                            | ジャスティン・ハーウィッツ                 | 受賞       | [ 67 ] [ 68 ]        |
| 2017年1月16日  | デンバー映画批評家協会賞                           | 主題歌賞                          | "Audition (The Fools Who Dream)"           | ノミネート | [ 67 ] [ 68 ]        |
| 2017年1月16日  | デンバー映画批評家協会賞                           | 主題歌賞                          | "City of Stars"                            | ノミネート | [ 67 ] [ 68 ]        |
| 2017年2月12日  | 第70回英国アカデミー賞                             | 作曲賞                            | ジャスティン・ハーウィッツ                 | 受賞       | [ 69 ]               |
| 2017年2月19日  | 第21回サテライト賞                                 | 作曲賞                            | ジャスティン・ハーウィッツ                 | 受賞       | [ 70 ]               |
| 2017年2月19日  | 第21回サテライト賞                                 | 主題歌賞                          | "Audition (The Fools Who Dream)"           | ノミネート | [ 70 ]               |
| 2017年2月19日  | 第21回サテライト賞                                 | 主題歌賞                          | "City of Stars"                            | 受賞       | [ 70 ]               |
| 2017年2月26日  | 第89回アカデミー賞                                 | 作曲賞                            | ジャスティン・ハーウィッツ                 | 受賞       | [ 71 ] [ 72 ]        |
| 2017年2月26日  | 第89回アカデミー賞                                 | 歌曲賞                            | "Audition (The Fools Who Dream)"           | ノミネート | [ 71 ] [ 72 ]        |
| 2017年2月26日  | 第89回アカデミー賞                                 | 歌曲賞                            | "City of Stars"                            | 受賞       | [ 71 ] [ 72 ]        |

## チャート順位
| チャート（2017年）                                        | 最高順位 |
| --------------------------------------------------------- | -------- |
| オーストラリア (ARIA)                                     | 7        |
| Australia Jazz & Blues Albums (ARIA)                      | 1        |
| オーストリア (Ö3 Austria)                                 | 7        |
| ベルギー (Ultratop Flanders)                              | 6        |
| ベルギー (Ultratop Wallonia)                              | 4        |
| カナダ (Billboard)                                        | 3        |
| チェコ (ČNS IFPI)                                         | 6        |
| デンマーク (Hitlisten)                                    | 9        |
| オランダ (MegaCharts)                                     | 14       |
| フィンランド (Suomen virallinen lista)                    | 8        |
| フランス (SNEP)                                           | 2        |
| ドイツ (Offizielle Top 100)                               | 7        |
| ギリシャ (IFPI)                                           | 1        |
| ハンガリー (MAHASZ)                                       | 11       |
| アイルランド・コンピレーション・アルバム・チャート (IRMA) | 2        |
| イタリア・コンピレーション・アルバム (FIMI)               | 1        |
| 週間洋楽アルバム（オリコン）                              | 2        |
| 週間アルバムランキング（オリコン）                        | 4        |
| メキシコ・アルバム (AMPROFON)                             | 7        |
| ニュージーランド・アルバム (RMNZ)                         | 17       |
| ノルウェー (VG-lista)                                     | 10       |
| ポーランド (ZPAV)                                         | 4        |
| スコットランド (OCC)                                      | 1        |
| 韓国アルバム (Gaon)                                       | 7        |
| 韓国・洋楽アルバム (Gaon)                                 | 1        |
| スペイン (PROMUSICAE)                                     | 1        |
| スイス (Schweizer Hitparade)                              | 3        |
| Taiwanese Albums (Five Music)                             | 1        |
| UK アルバムズ (OCC)                                       | 1        |
| UK Soundtrack Albums (OCC)                                | 1        |
| US Billboard 200                                          | 2        |
| US Soundtrack Albums (Billboard)                          | 1        |

### Another Day of Sun
| チャート（2017年）                       | 最高順位 |
| ---------------------------------------- | -------- |
| フランス (SNEP)                          | 17       |
| ハンガリー (Single Top 40)               | 16       |
| アイルランド (IRMA)                      | 79       |
| ポルトガル (AFP)                         | 93       |
| スコットランド (Official Charts Company) | 75       |
| スペイン (PROMUSICAE)                    | 25       |
| UK シングルス (OCC)                      | 75       |

### City of Stars
| チャート（2017年）                            | 最高順位 |
| --------------------------------------------- | -------- |
| オーストリア (Ö3 Austria Top 40)              | 68       |
| ベルギー (Ultratop 50 Flanders)               | 30       |
| ベルギー (Ultratip Wallonia)                  | 20       |
| カナダ (Canadian Hot 100)                     | 89       |
| フランス (SNEP)                               | 9        |
| ギリシャ・デジタル・ソング (Billboard)        | 3        |
| ハンガリー (Single Top 40)                    | 8        |
| アイルランド (IRMA)                           | 57       |
| イタリア (FIMI)                               | 51       |
| Japan Hot Overseas (Billboard)                | 2        |
| Japan Radio Songs (Billboard)                 | 1        |
| ポルトガル (AFP)                              | 45       |
| スコットランド (Official Charts Company)      | 29       |
| スペイン (PROMUSICAE)                         | 14       |
| 韓国・洋楽チャート（ガオンチャート）          | 2        |
| スイス (Schweizer Hitparade)                  | 48       |
| UK シングルス (OCC)                           | 53       |
| US Bubbling Under Hot 100 Singles (Billboard) | 13       |

### Audition (The Fools Who Dream)
| チャート（2017年）                       | 最高順位 |
| ---------------------------------------- | -------- |
| フランス (SNEP)                          | 119      |
| スコットランド (Official Charts Company) | 99       |

## 認定
| 国/地域                                             | 認定   | 認定/売上数 |
| --------------------------------------------------- | ------ | ----------- |
| 韓国（ガオンチャート）                              | N/A    | 24,838      |
| イギリス (BPI)                                      | Silver | 60,000      |
| * 認定のみに基づく売上数 ^ 認定のみに基づく出荷枚数 |        |             |

## 派生作品
第74回ゴールデングローブ賞のコールドオープンでは、『ラ・ラ・ランド』のミュージカルシーンのパロディが放送され、"Another Day of Sun"・"City of Stars" の替え歌と、劇中曲の "Planetarium" が用いられた。"Another Day of Sun" を使用したシークエンスでは、レッドカーペットの途中で渋滞にはまり込んだプレゼンターのジミー・ファロンの前に、この年のノミネートを受けた俳優たちが大勢登場する演出が行われ、ニコール・キッドマン、エイミー・アダムス、ジョン・トラボルタ、サラ・ポールソン、ラミ・マレック、キット・ハリントンなどが登場した。"City of Stars" を使用したシークエンスではジミー・ファロンが替え歌を披露したほか、本作主演のライアン・ゴズリングとファースト・ネームが同じライアン・レイノルズやティナ・フェイが登場し、その後の "Planetarium" を用いたダンスシーンではジャスティン・ティンバーレイクも登場した。このシーンの振り付けは『ラ・ラ・ランド』本編も担当したマンディ・ムーアが行った。
第89回アカデミー賞では、アカデミー作品賞発表時に『ラ・ラ・ランド』と『ムーンライト』が取り違えられるハプニングがあったが、ジェームズ・コーデンは自身のYouTubeアカウントにこのシーンを揶揄する動画をアップロードした。動画には "Audition (The Fools Who Dream)" が使われている。